# Michiel Hulshof

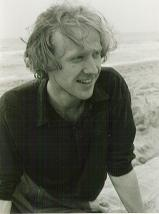
Michiel Hulshof

Michiel Hulshof (Boxtel, 24 augustus 1976) is een Nederlandse publicist, programmamaker en debatleider. Samen met architect Daan Roggeveen is hij oprichter van het Go West Project, een internationale denktank over verstedelijking.

## Korte biografie
Hulshof studeerde geneeskunde aan de Universiteit van Amsterdam. Hij was vicevoorzitter van de internationale geneeskundeorganisatie IFMSA. Vanaf 2001 werkt hij als journalist voor Vrij Nederland, de Volkskrant, BNN en diverse andere Nederlandse media. Van 2007 tot eind 2011 was hij China-correspondent in Shanghai. Hij schreef samen met Daan Roggeveen het boek "How the City Moved to Mr Sun" (2011) dat in het Nederlands verscheen als "De Stad Die Naar Meneer Sun Verhuisde" (2012). In 2012 richtte hij samen met Natasja van den Berg en Menno van der Veen het bedrijf Tertium op, een onderzoeks- en strategiebureau dat de samenleving betrekt bij complexe thema's.

## Bij Vrij Nederland
Voor Vrij Nederland volgde hij onder meer opkomst en ondergang van Pim Fortuyn en probeerde de kiezersrevolte sociologisch te duiden. Hij interviewde talrijke politici, zoals Neelie Kroes (samen met Peter Vermaas), Jozias van Aartsen, Rita Verdonk, Femke Halsema, Jan Marijnissen, Mark Rutte en Hans Hoogervorst. Samen met journaliste Elma Verhey deed hij onderzoek onder medisch specialisten in Nederland.